# Holt-tengeri tekercsek

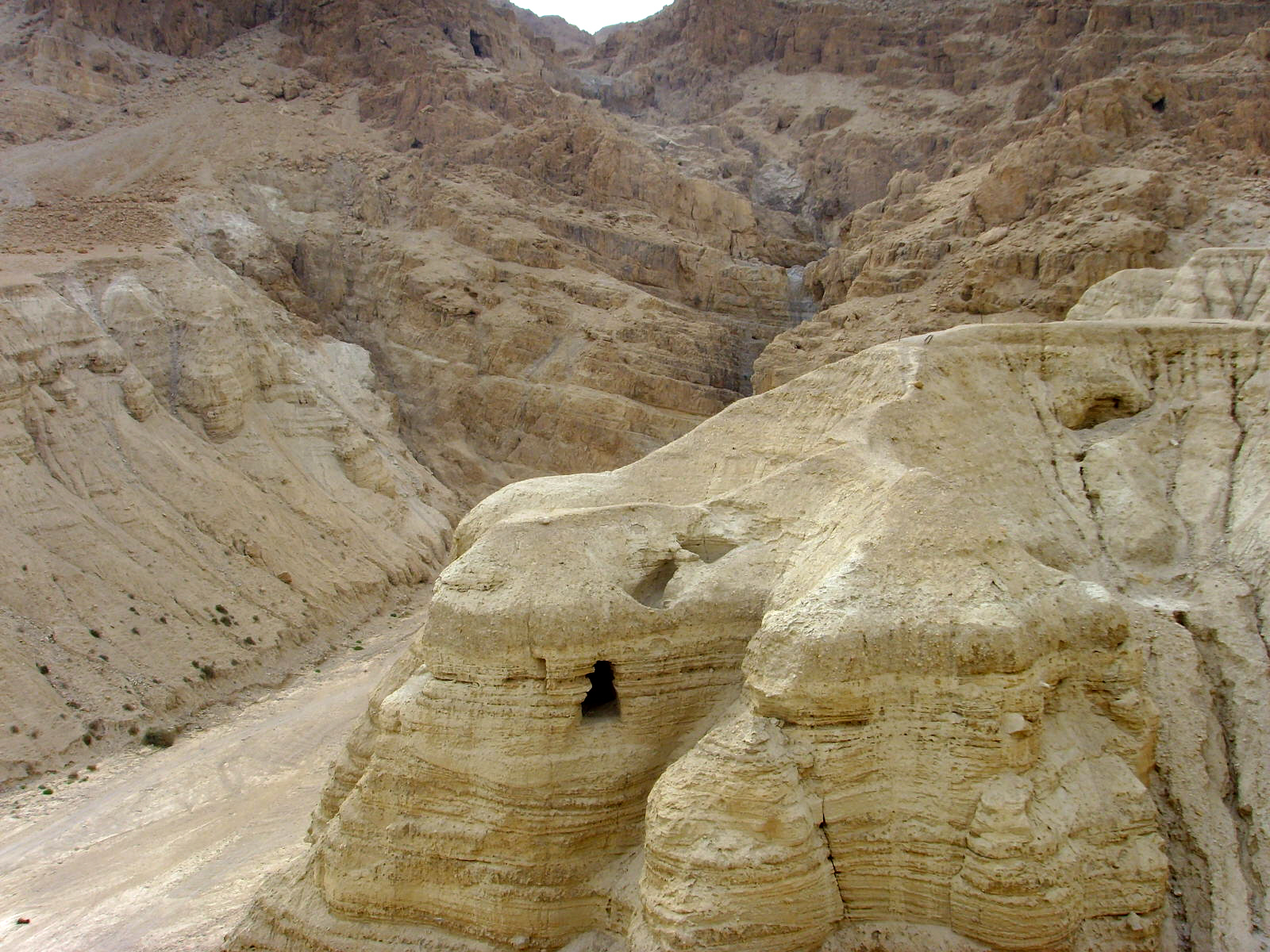
Kumrán. Ahol megtalálták a tekercseket

A holt-tengeri tekercsek az időszámítás előtti három, illetve az utána következő első évszázadban keletkezett vallásos iratok, amelyeket egy korabeli zsidó szekta rejtett el a Holt-tenger sivatagos partján lévő barlangokban. Az iratok nagyrészt megfelelnek az Ószövetség ismert fejezeteinek, de jelentős különbségeket is felfedeztek bennük a kutatók, és korábban ismeretlen szövegeket is találtak.

## Felfedezésük
A holt-tengeri tekercsek első darabjait 1947-ben egy beduin kecskepásztor (Muhammad Ahmed el-Hamed – becenevén ed-Dib, vagyis farkas) találta meg (állítása szerint viszont valójában 1945-ben találta, utána sátrában rejtegette) a Kumráni-hegység egyik barlangjában. A későbbiekben – beduin sírrablók vagy hivatásos régészek – további barlangokat fedeztek fel, összesen tizenkettőt. A legelső tekercsek az 1-es barlangból kerültek elő. Legnagyobb jelentősége a 4-es barlangban talált Ézsaiás tekercsnek van, amely 7,34 méter hosszú és egészen jó állapotban maradt ránk. A leghosszabb tekercset (amely szintén jó állapotú) templomtekercsnek hívják. Az alapjául szolgáló borjúbőr kikészítéséhez a Holt-tenger vizét használták, tehát a bőr helyi eredetű. A többi tekercs kevésbé jó állapotban került elő, jórészt széttöredezett pergamendarabok formájában. Összesen kb. 900 tekercs került elő a több ezer darabból. A tekercseket hosszúkás (60 cm magas) agyagkorsók őrizték, melyeket viasszal légmentesen lezártak, ez garantálta azt, hogy ilyen hosszú időn át fennmaradhattak. A 12. barlangot 2017-ben fedezték fel a kutatók.
Mivel a beduinok nem tudták a tekercseket hasznosítani, azok meglehetősen kalandos körülmények között, de eljutottak a Palesztinai Régészeti Múzeumba, majd az izraeli Könyv Szentélyébe, amelyet a tekercsek őrzésére emeltek. Mivel az akkori politikai helyzet nagyon instabil volt, a tekercseken végzett kutatás nagyon lassan haladt előre. A különféle nemzetiségű tudósokból álló első kutatócsoport munkáját a tekercsek körüli szenzációhajhászás is számos alkalommal megzavarta.
A tekercsek anyaga többségében pergamen, illetve papirusz, ám az emberiség történelmében egyedülálló módon az egyik barlangban vörösréz tekercspárost is találtak. Az írások nyelve nagyrészt héber, de néhány görög, illetve arámi nyelvűt is tartalmaz, korban pedig az i. e. 2. század és az i. sz. 1. század között készültek.
Az idővel egymás után előkerülő több száz tekercs egy része tönkrement (egyes darabokat még a felfedezés idején a beduinok égettek el), illetve darabkáik összekeveredtek, így egy gigantikus kirakójáték összeillesztéséhez hasonlít a mai napig is folyó összeillesztési munka.
A tekercsek és töredékek múzeumi jelölési rendszerében az első szám a barlangot jelöli, amelyben megtalálták, a második a tudósok által hozzárendelt sorszám vagy rövidítés.
2020-ban az amerikai Museum of the Bible (Washington, DC) kutatói közölték, hogy a múzeum holt-tengeri tekercs gyűjteménye (16 darab), amelyek 2002-ben kerültek a múzeum birtokába, mind hamisítványok. Ezeket valamikor a 20. században hozták létre, korabeli alapanyagot felhasználva. A múzeum öt kiállított tekercsnél már 2017-ben táblát helyezett el azzal a felirattal, hogy „a tekercsek eredetisége nem bizonyított”.

## A holt-tengeri tekercsek jelentősége

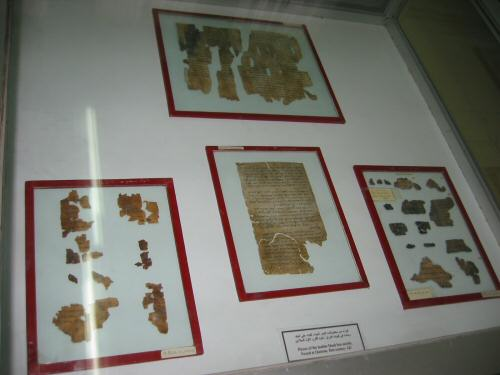
A holt-tengeri tekercsek kiállított darabjai

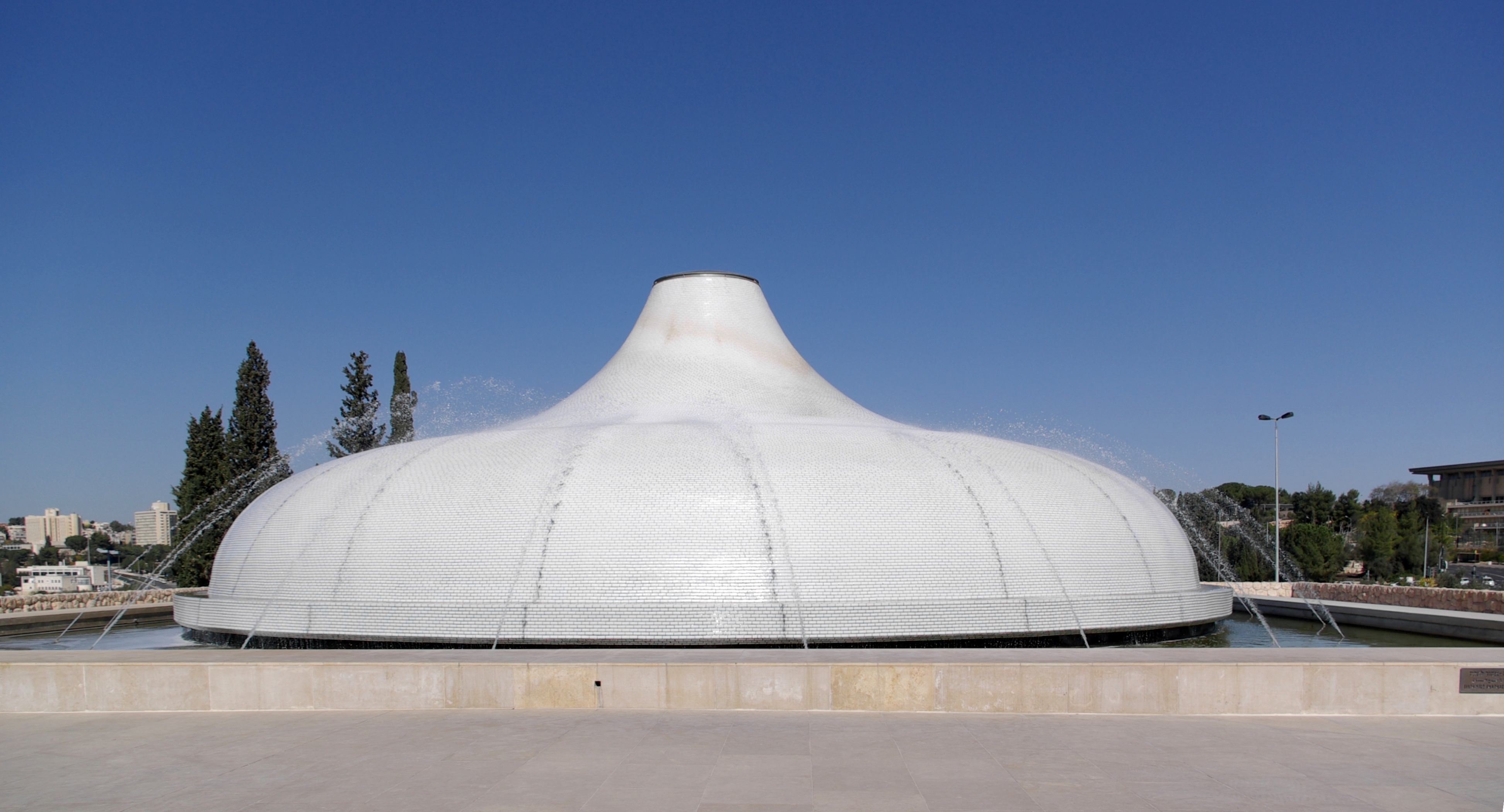
A Könyv Szentélye, a tekercsek bemutatására épült múzeum

A tekercsek több témában íródtak, az Eszter könyve kivételével a teljes Ótestamentumot tartalmazza héber nyelven. Szintén héber nyelvű töredékeket találtak Tóbiás könyvéből is, amelynek korábban héber nyelvű változata nem volt ismert. Mivel az Ótestamentumot a tekercsek felfedezése előtt csak a középkori (9–10. századi) másolatokból ismertük, a felfedezés nagy fontosságú. A bibliai kéziratokon kívül apokrif vallásos szövegek és pszeudoepigrafikus (ál-szerzőségű) iratok is előkerültek, mint az Újszövetségben is idézett Énok könyve, – Józseffel, Amrámmal és Mózessel kapcsolatos fiktív történetek, és néhány apokrif zsoltár is.

## Kiállítása, közzététele
1968 előtt a tekercsek nagy részét a Jordánia által igazgatott jeruzsálemi Rockefeller Múzeumban őrizték – mivel a kumráni lelőhely akkoriban Ciszjordániához tartozott –, ám a hatnapos háború során ezek átkerültek az Izrael Múzeum egy külön erre a célra emelt épületébe, a Könyv Szentélyébe. Jordánia panaszt nyújtott be az UNESCO-nál, követelve a tekercsek visszaszolgáltatását, s 2009-ben az éppen Torontóban kiállított tizenhét tekercs lefoglalását kérték, ám Kanada nem avatkozott be a két ország vitájába.
A San Diegó-i Természettudományi Múzeum 27 tekercset állított ki 2007-ben, ez volt a legnagyobb tárlat – a közönség tíz, még soha sem látott tekerccsel is találkozhatott itt. A Templomtekercs egy 40 centiméteres darabja Magyarországon is látható volt 2009-ben, a Szépművészeti Múzeum A Szentföld öröksége című tárlatán.
2008-ban indult az a projekt, melynek során a tekercsek új eljárással szkennelt, nagy felbontású képeit az interneten is közzétették. Az Izraeli Régészeti Hivatal (Israel Antiquities Authority, IAA) és a Google izraeli kutatási-fejlesztési központja közötti együttműködés során 2011 szeptemberében készültek el az 1200 megapixeles felvételek, amelyek az elhalványult írásjeleket újra láthatóvá tették. A netre felkerült az Ézsaiás-tekercs (1QIsa) (az angol fordítás a mondatokra kattintva olvasható), a Templomtekercs (11Q20), a Háborús tekercs (1QM), a kumráni közösségi szabályzat (IQS), valamint a Habakuk-tekercs magyarázata.